# A. J. Walton
Anthony Lamont "A. J." Walton (Little Rock, Arkansas, 28 de diciembre de 1990) es un baloncestista estadounidense que pertenece a la plantilla del KB Peja de la Superliga de baloncesto de Kosovo. Con 1,85 metros de estatura, juega en la posición de base.

## Trayectoria deportiva

### Universidad
Jugó cuatro temporadas con los Baylor de la Universidad de Baylor, en la que promedió 5,5 puntos, 3,2 asistencias, 2,8 rebotes y 1,6 robos de balón por partido, En 2011 lideró la Big 12 Conference en robos de balón, con 2,3 por partido.

### Profesional
Tras no ser elegido en el draft de la NBA de 2013, firmó su primer contrato profesional en el mes de agosto con el equipo polaco del Asseco Gdynia. Jugó dos temporadas, en la primera de ellas promedió 14,9 puntos y 5,5 asistencias, siendo elegido jugador defensivo del año de la PLK, mientras que en su segunda temporada subió sus números hasta los 16,5 puntos y 5,6 asistencias por encuentro.
En octubre de 2015 cambió de equipo pero no de liga, al fichar por el AZS Koszalin, donde completó una temporada en la que promedió 9,0 puntos y 4,2 asistencias por partido.
Después de una temporada en blanco, en octubre de 2017 firmó contrato con el BK Iskra Svit de la Liga de Eslovaquia. Allí jugó una temporada, en la que promedió 12,7 puntos y 6,7 asistencias por encuentro, cifra que le permitió liderar la clasificación de mejores pasadores de la liga.
En julio de 2018 firmó con el BC Kolín de la liga checa, donde completó una temporada en la que promedió 16,2 puntos y 5,8 asistencias por encuentro, liderando en esta ocasión la competición en robos de balón, con 2,6 por partido, casi doblando al segundo clasificado.
En julio de 2019 regresó a la liga polaca para fichar por el Astoria Bydgoszcz, donde acabó su primera temporada promediando 11,8 puntos y 5,8 asistencias por partido.
El 16 de marzo de 2021, firma por el KB Peja de la Superliga de baloncesto de Kosovo.